# Guo Linyao
Guo Linyao (kinesiska: 國 林耀) född den 10 mars 1972, är en kinesisk gymnast.
Han tog OS-silver i lagmångkampen och OS-brons i barr i samband med de olympiska gymnastiktävlingarna 1992 i Barcelona.